# Айшолль
Айшолль (нім. Eischoll) — громада в Швейцарії в кантоні Вале, округ Західний Рарон.

## Географія
Громада розташована на відстані близько 80 км на південь від Берна, 33 км на схід від Сьйона.
Айшолль має площу 14,1 км², з яких на 2,3 % дозволяється будівництво (житлове та будівництво доріг), 24,8 % використовуються в сільськогосподарських цілях, 47,8 % зайнято лісами, 25 % не є продуктивними (річки, льодовики або гори).

## Демографія
2019 року в громаді мешкало 446 осіб (-6,9 % порівняно з 2010 роком), іноземців було 4,5 %. Густота населення становила 32 осіб/км².
За віковим діапазоном населення розподілялося таким чином: 12,8 % — особи молодші 20 років, 55,8 % — особи у віці 20—64 років, 31,4 % — особи у віці 65 років та старші. Було 207 помешкань (у середньому 2,1 особи в помешканні).
Із загальної кількості 87 працюючих 23 було зайнятих в первинному секторі, 19 — в обробній промисловості, 45 — в галузі послуг.